# Peter Smith (homme politique)
Pour les articles homonymes, voir Smith.
Peter Richard Charles Smith, baron Smith de Leigh (né le 24 juillet 1945 et mort le 2 août 2021) est un pair britannique travailliste du Lancashire.

## Carrière
Issu d'une famille de Lowton, Peter Smith fait ses études à la Bolton School avant de monter à la LSE où il obtient un diplôme en économie .
Peter Smith est membre du Wigan Metropolitan Borough Council depuis 1978 et est président de son comité des finances de 1982 à 1991 puis de 1991 à 2018, il est chef du Conseil . Créé pair à vie le 5 août 1999 en tant que baron Smith de Leigh, de Wigan dans le comté du Grand Manchester, il est depuis 2005, trésorier du Rugby League Group. Il est actuellement président de Local Government Leadership, un organisme qui cherche à développer les compétences en leadership dans le gouvernement local .
Président de l'Association des autorités du Grand Manchester (AGMA) depuis 2000, il préside le successeur de l'Autorité combinée du Grand Manchester depuis sa création en 2011 jusqu'à la nomination du maire par intérim en 2015 .
Lord Smith est marié et a une fille, l'artiste Anna FC Smith.